# Молодов, Герман Алексеевич
Герман Алексеевич Молодов (1914—1945) — майор Рабоче-крестьянской Красной Армии, участник Великой Отечественной войны, Герой Советского Союза (1945).

## Биография

### Ранние годы
Герман Молодов родился 18 марта 1914 года в Усть-Каменогорске (ныне — Восточно-Казахстанская область Казахстана). После окончания девяти классов школы проживал и работал в Омске. В апреле 1941 года Молодов был призван на службу в Рабоче-крестьянскую Красную Армию. С июня того же года — на фронтах Великой Отечественной войны. В боях три раза был ранен. В 1942 году окончил курсы младших лейтенантов.

### Военные годы
Воевавший вместе с Молодовым в одной дивизии Василий Пешков вспоминал о нём как об умелом бойце, умевшим ненавязчиво передавать опыт товарищам:
«В своём первом жарком бою, да ещё понимая, что задача не выполняется, а потери во взводе большие (несколько человек уже убито, много ранено), я, признаться, подрастерялся. Это, видимо, Молодов почувствовал и в минуту затишья подполз ко мне. Нет, он не читал нотаций, не поучал, не наставлял, как вести себя. Вообще не показал вида, что заметил моё состояние. Просто, по-дружески, лёжа рядом, курили и беседовали, сейчас уж не помню о чём. Но стало как-то спокойнее. Душевное напряжение ослабло и стал я чувствовать себя увереннее. И всегда, пока воевал и потом, а прошло уж более 30 лет, я помню это дружеское участие и поддержку. Эпизод незначительный, но как он много значит».

### Смерть
К январю 1945 года гвардии майор Молодов командовал батальоном 237-го гвардейского стрелкового полка 76-й гвардейской стрелковой дивизии 70-й армии 2-го Белорусского фронта. Отличился во время освобождения Польши. В ночь с 25 на 26 января 1945 года батальон Молодова штурмом взял ряд укреплённых пунктов немецкой обороны, выйдя к Висле. 27 января 1945 года Молодов со своим батальоном переправился через неё и захватил плацдарм на её западном берегу, после чего три дня удерживал его, уничтожив более 300 вражеских солдат и офицеров. 
Герман Молодов погиб в бою 29 января 1945 года, когда он поднял свой батальон в атаку и был убит. Он похоронен в польском городе Хелмно.

## Награды
Указом Президиума Верховного Совета СССР от 10 апреля 1945 года за «мужество, отвагу и героизм, проявленные в борьбе с немецкими захватчиками» гвардии майор Герман Молодов посмертно был удостоен высокого звания Героя Советского Союза. 
Он был также награждён орденами Ленина, Красного Знамени, Суворова 3-й степени, Кутузова 3-й степени, рядом медалей. 

## Память

Мемориальная доска на улице Молодова в Пскове

- Молодов навечно зачислен в списки личного состава своей войсковой части[3].
- В честь Молодова названы улицы в городах Усть-Каменогорск, Омск и Псков[3].